# Pozzuoli

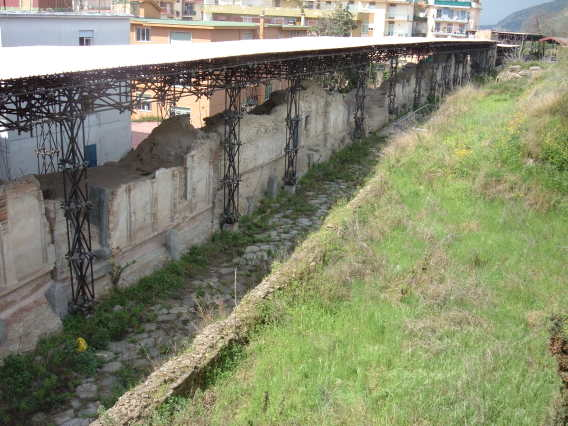
Pozzuoli – fragment ulicy z czasów rzymskich

Pozzuoli, dawniej Puteoli – miasto i gmina we Włoszech, w regionie Kampania, prowincja Neapolu. Miasto portowe nad Morzem Tyrreńskim. Według danych na rok 2004 gminę zamieszkuje 78 758 osób, 1831,6 os./km².
Miasto położone jest w centrum Pól Flegrejskich – kaldery superwulkanu, który wznowił swoją aktywność w połowie XX wieku. Pod kalderą znajduje się gigantyczne jezioro płynnej magmy.
Miasto zostało założone około 530 p.n.e. przez greckich uciekinierów z wyspy Samos pod nazwą Δικαιαρχία (Dikajarchia), przemianowane zostało następnie przez Rzymian na Puteoli. Było jednym z ważniejszych miast Italii i najważniejszym portem południa.
Szalony cesarz rzymski Kaligula kazał zatopić w Zatoce Neapolitańskiej, na linii z Puteoli do Baiae, w dwóch szeregach obok siebie, 2 tysiące statków handlowych zabranych właścicielom, a na nich wybudować drogę – tylko po to, by móc się przejechać konno tam i z powrotem po tym najdłuższym na świecie moście (Tyberiusz, cesarski stryjeczny dziadek Kaliguli, miał się ponoć kiedyś wyrazić, że „Kaligula tak się nadaje na cesarza, jak konie z jego wozu do jazdy po zatoce Baiae”).
Głównymi atrakcjami turystycznymi miasta są amfiteatr Flawiuszów (wł.
Anfiteatro Flavio), ruiny rzymskiego targu – tzw. świątynia Serapisa (wł. Tempio di Serapide) (Kolendo J., 2001, s.460, 461), a także solfatara.
W Pozzuoli dzieciństwo spędziła Sophia Loren – znana włoska aktorka, laureatka Oscara.
W mieście znajduje się stacja kolejowa: Pozzuoli, Pozzuoli Solfatara.

## Literatura
- Kolendo J., "Archeologia w warsztacie badawczym historyka starożytności", w: Vademecum Historyka Starożytnej Grecji i Rzymu, Wipszycka E. red., PWN, Warszawa, 2001
- De Ruyt C., L'importance de Pozzuoles pour l'etude du macellum romain, w: "Puteoli. Studi di Storia Antica", 1 (1977), ss. 128 – 139